# Jørgen Dupont Heidemann
Jørgen D. Heidemann, danski rokometaš, * 27. marec 1946.
Leta 1972 je na poletnih olimpijskih igrah v Münchnu v sestavi danske rokometne reprezentance osvojil 13. mesto.